# 킹스턴구

킹스턴구의 위치

킹스턴구(영어: Kingston Parish)는 자메이카 남동부에 위치한 구로 행정 중심지는 자메이카의 수도인 킹스턴이며 면적은 25km2, 인구는 96,052명(2001년 기준)이다. 서리주에 속하며 북쪽과 동쪽, 서쪽으로는 세인트앤드루구와 접한다.